# Guerra di Kalmar
La guerra di Kalmar fu un conflitto combattuto dal regno danese, di cui faceva parte anche la Norvegia, contro la Svezia tra il 1611 ed il 1613. 

## Cause
Le cause del conflitto sono da cercare negli anni immediatamente precedenti allo scoppio della guerra. Osservando una carta geografica della zona non è difficile rendersi conto che dopo la fine dell'unione di Kalmar la Svezia rimaneva chiusa all'interno del Mar Baltico, ed ogni tentativo di uscire in mare aperto doveva passare per la supervisione e le tasse danesi. Questo portò il sovrano svedese a cercare uno sbocco sul mare aperto, così nel 1607 Carlo IX adottò il titolo di "Re dei Lapponi del nord" ed occupò le terre lapponi iniziando a riscuotere le tasse oltre che creare il suo sbocco sul mare del nord.
Il consiglio svedese appoggiava Carlo IX nella sua espansione anche se non voleva una guerra con la Danimarca. l'11 (21) agosto 1609 Carlo IX venne colpito da un ictus che gli procurò una paralisi parziale del corpo dalla quale non si riprese mai. La Danimarca stava cercando un pretesto per iniziare il conflitto, visto che la principale entrata del regno erano proprio i dazi imposti sui passaggi del Kattegat, entrata che si ridusse incredibilmente dopo l'occupazione svedese del nord della Norvegia.
Altra motivazione furono le continue accuse tra i due regni di attacchi corsari ai convogli. Tutto ciò incrementava il dissenso danese così nel gennaio 1611 Cristiano IV prese la decisione di dichiarare guerra alla Svezia.

## Prima fase gen 1611 - ott 1611

### Invasione danese
La Danimarca invase la Svezia con un esercito di 6000 uomini.  Le forze norvegesi presenti e pronte alle frontiere ricevettero l'ordine di non intervenire, Cristiano IV temeva in una presa di coscienza da parte norvegese che avrebbe portato a breve in un desiderio di indipendenza della stessa Norvegia. Le forze danesi erano meglio equipaggiate e più forti e non ci misero molto ad imporsi sugli svedesi. Anche la marina danese era più preparata e meglio equipaggiata ed in breve la Svezia si trovò con i porti bloccati.

### Assedio e presa di Kalmar
Le truppe mercenarie danesi assediarono la città di Kalmar, dalla quale deriva il nome del conflitto, e la conquistarono nel maggio del 1611.
Il 17 giugno 1611 inizio l'attacco alla fortezza dove sotto le mura della fortezza avvenne uno degli scontri più sanguinosi della storia dei conflitti del nord Europa. Ancora oggi figure come quella di Christer Somme, comandante della fortezza, rimangono presenti nelle frasi del popolo svedese come monito di codardia.
Ai primi di agosto di quello stesso anno la città di Kalmar fu conquistata dall'esercito danese

### Morte di Carlo IX
L'impatto della guerra sulla salute già cagionevole del sovrano non gli permise di mettere in atto alcuna buona strategia. Infine persino la comparsa inaspettata di una cometa fu motivo di frustrazione per la sua mente che come soluzione escogito la proposta di un duello a Cristiano IV che ovviamente non accettò.
Il 30 ottobre (10 novembre) 1611 morì Carlo IX, lasciando il trono al suo giovane figlio Gustavo Adolfo, che iniziò il suo regno con l'aiuto della madre e dei consiglieri del padre, tra tutti Axel Oxenstierna. Il giovane re cercò subito la pace con Cristiano IV che però vide nel successore la possibilità di una vittoria facile e non accetto alcun compromesso continuando le ostilità.

## Seconda fase nov 1611 - nov 1612

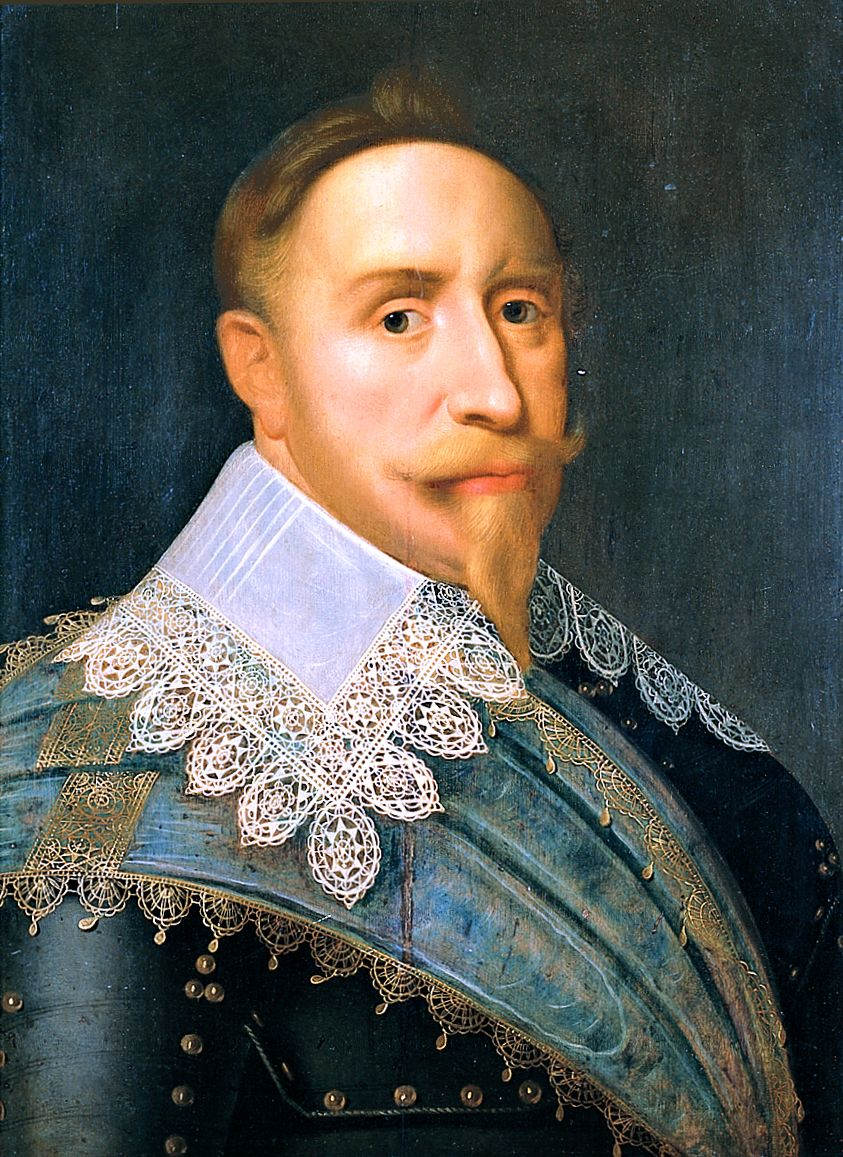
Gustavo II Adolfo

### Pressioni internazionali
Inghilterra ed Olanda che tenevano commerci con entrambi i contendenti premevano per una soluzione diplomatica al più presto, così da poter ricominciare i loro traffici nel mar baltico. Crisitiano IV che aveva messo tutte le sue speranza di conquista nelle truppe mercenarie era molto fiducioso di risolvere a breve il conflitto, ma si convinse a trattare per la pace nel 1613 quando le sue finanze iniziavano a risentire dei costi della guerra

### La presa di Älvsborg
Nel maggio 1612 iniziò l'assedio di Älvsborg. La sua guarnigione composta da 600 soldati della flotta svedese della costa occidentale non era pronta per andare in mare. Così la flotta danese iniziò a bloccare il porto. Nonostante l'eroica difesa di Olof Strale il comandante, Älvsborg capitolò il 24 maggio (3 giugno) 1612 i resti della guarnigione affondarono le navi rimaste nel porto, secondo le istruzioni di Gustavo II Adolfo.

### Battaglia di Kringen
Nell'agosto del 1612 un contingente di mercenari reclutato in Scozia per combattere a fianco degli svedesi tentò l'accesso al territorio svedese dalla Norvegia marciando poi per il territorio norvegese dove vennero intercettati dalle truppe norvegesi che nella battaglia di Kringen del 26 agosto (5 settembre) del 1612 massacrerà le truppe occupanti costituendo uno dei momenti più importanti della storia di Norvegia, influenzando leggende popolari come quella di Prillar-Guri

## Trattato di Pace
Con la mediazione dell'Inghilterra si firmò il trattato di pace il 21 gennaio 1613 a Knäred, allora territorio danese.
I negoziati iniziarono il 29 novembre del 1612: per la Svezia erano presenti i membri del parlamento N. Bielke, H.Horn e G. Stenbock e naturalmente A. Oxenstierna; la parte danese era rappresentata da tre membri del parlamento coordinati da K.Friis; la mediazione inglese avvenne con James Spens e R. Anstrater. La firma del trattato, che prevedeva il pagamento del riscatto per le fortezze svedesi in sei anni, venne redatta il 20 gennaio 1613, con la garanzia del sovrano inglese Giacomo I. Il trattato sanciva che il sovrano svedese poteva continuare a portare il simbolo delle tre corone nel suo emblema ma che questo non gli avrebbe concesso alcun diritto in rivendicazioni future, ponendo così fine a numerose questioni poste dalla casa regnante svedese.

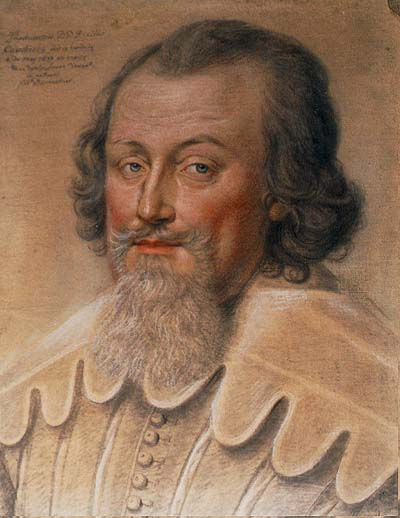
Axel Oxenstierna

## Conseguenze del conflitto
La Danimarca recuperò il controllo delle terre del nord e della Lapponia, incorporandole entrambe alla Norvegia e di fatto alla stessa Danimarca. La Svezia dovette pagare un grosso riscatto per le due fortezze, Älvsborg e Jönköping, che i danesi avevano occupato, ma ottenne anche una grossa concessione da parte danese ossia il diritto di libero passaggio attraverso il Kattegat, diritto che già avevano ottenuto Inghilterra ed Olanda.